# Xenotarsosaurus
Xenotarsosaurus bonapartei
Genre
Espèce
Xenotarsosaurus est un  genre fossile de dinosaures théropodes de la famille des abélisauridés ayant vécu en Argentine au Crétacé supérieur (Cénomanien et Turonien), soit il y a environ entre 100,5 et 89,8 millions d'années.
Ses restes fossiles ont été retrouvés dans la formation géologique de Bajo Barreal dans la Province de Chubut en Patagonie.
Une seule espèce est rattachée au genre : Xenotarsosaurus bonapartei.

## Étymologie
Le nom générique est tiré du grec xenos (« étrange »), tarsos (« tarse ») et sauros (« lézard »). Le nom spécifique, bonapartei, a été donné en l'honneur du célèbre paléontologue José Bonaparte.

## Historique
En 1980, le géologue Juan Carlos Sciutto découvre un site riche en fossiles à six kilomètres au nord du ranch Ocho Hermanos, dans la province de Chubut. Des restes de théropodes sont retrouvés sur le site.
Plus tard, une équipe menée par le paléontologue argentin José Fernando Bonaparte récupère d'autres os de théropodes, provenant probablement du même spécimen.
En 1986, Ricardo D. Martínez, Olga Giménez, Jorge Rodríguez et Graciela Bochatey décrivent le genre et l'espèce type Xenotarsosaurus bonapartei liés à ces restes.
Le spécimen type a été trouvé dans la formation géologique de Bajo Barreal (en). D'abord attribué au Campanien, il est aujourd'hui daté du Cénomanien au Turonien. Les os forment les deux cotypes UNPSJB PV 184 et PVL 612.

## Description
Les fossiles de Xenotarsosaurus présentent des similitudes avec le genre Carnotaurus, ce qui a amené à le placer chez les Abelisauridae. Cependant, il a été proposé plus tard de classer Xenotarsosaurus chez les Neoceratosauria.